# First Investment Bank
First Investment Bank (Bulgaars: Първа инвестиционна банка, afgekort Fibank) is een commerciële bank in Sofia, Bulgarije.
De bank dateert uit 1993. First Investment Finance B.V. is een dochterbedrijf in Nederland.